# Université Tōyō
L'université Tōyō (東洋大学, Tōyō Daigaku), couramment abrégé en Tōyōdai (東洋大) ou plus simplement Tōyō (東洋), est une université japonaise privée située à Tōkyō. Elle est fondée en 1887 par le philosophe Inoue Enryō comme école spécialisée, et accède au statut d'université en 1928.
L'université compte 6 campus disséminés dans plusieurs arrondissements de Tōkyō. Le campus principal, Hakusan, se situe dans l'arrondissement de Bunkyō.

## Histoire
En 1887, Inoue Enryō a fondé l'ancêtre de l'université Tōyō, l'école de Shiritsu Testugakukan (私立哲学館) dans le temple de Rinsho.
Inoue a vu qu'à son époque la philosophie était négligée dans l'enseignement supérieur japonais: « Quand on se place avec un regard au-dessus du monde scolaire dans notre société, on remarque que la philosophie est bien peu présente dans l'enseignement, alors qu'il est dominé en majeure partie par la science, la technologie, la littérature, l'histoire, la loi, la science politique, et cetera. Cependant si on examine les racines de l'enseignement, on remarque que la philosophie est à la base de chaque science ».
En 1906, cette école a été déplacée à son emplacement actuel et a été renommée en université Tōyō.
Les matières enseignées alors étaient la philosophie, la religion, l'éthique, l'éducation, le Japonais et le Chinois classique.
En 1949, une restructuration de cette université la conduit à intégrer des départements en sciences économiques, littérature, droit, sociologie, technologie et affaire.
En 1997, des départements de science de la vie et de développement régional ont été intégrés.
En 2003 est créé le centre de recherche Bio-Nano sur le campus de Kawagoe il permettra notamment à Monsieur Harold W. Kroto de se hisser au rang de prix Nobel.
En 2004, une école de droit est créée et rattachée.

## Présidents
| 1er | Inoue Enryō (井上円了)           | avril 1904 – janvier 1906       |
| 2e  | Maeda Eun (前田慧雲)             | février 1906 – juillet 1914     |
| 3e  | Ōuchi Senran (大内青巒)          | juillet 1914 – juin 1918        |
| 4e  | Sakaino Satoshi (境野哲)         | juin 1918 – juin 1923           |
| 5e  | Okada Ryōhei (岡田良平)          | août 1923 – juin 1924           |
| 6e  | Nakajima Tokuzō (中島徳蔵)       | février 1926 – mars 1928        |
| 7e  | Nakjima Tokuzō (中島徳蔵)        | septembre 1929 – juillet 1931   |
| 8e  | Takakusu Junjirō (高楠順次郎)    | juillet 1931 – juillet 1934     |
| 9e  | Fujimura Tsukuru (藤村作)        | juillet 1934 – juillet 1937     |
| 10e | Ōkura Kunihiko (大倉邦彦)        | juillet 1937 – juin 1940        |
| 11e | Ōkura Kunihiko (大倉邦彦)        | juillet 1940 – juin 1943        |
| 12e | Takashima Beihō (高嶋米峰)       | juillet 1943 – novembre 1944    |
| 13e | Takashima Heizaburō (高島平三郎) | novembre 1944 – juillet 1945    |
| 14e | Hashimoto Masukichi (橋本増吉)   | juillet 1945 – mai 1946         |
| 15e | Fujiwara Yūsetsu (藤原猶雪)      | septembre 1946 – mars 1948      |
| 16e | Katō Toranosuke (加藤虎之亮)     | mars 1948 – septembre 1949      |
| 17e | Kobayashi Keizen (小林啓善)      | octobre 1949 – mai 1952         |
| 18e | Katō Seishin (加藤精神)          | mai 1952 – novembre 1955        |
| 19e | Katō Seishin (加藤精神)          | novembre 1955 – octobre 1956    |
| 20e | Kawanishi Seikan (川西正鑑)      | mai 1957 – décembre 1957        |
| 21e | Ōshima Yutaka (大嶋豊)           | septembre 1958 – décembre 1960  |
| 22e | Sakuma Kanae (佐久間鼎)          | décembre 1960 – juin 1964       |
| 23e | Yano Kazumi (矢野禾積)           | juin 1964 – juin 1967           |
| 24e | Yano Kazumi (矢野禾積)           | juin 1967 – décembre 1967       |
| 25e | Mino Shōji (三野昌治)            | décembre 1967 – mars 1969       |
| 26e | Isomura Eiichi (磯村英一)        | juin 1969 – mai 1972            |
| 27e | Hori Hidehiko (堀秀彦)           | juillet 1972 – août 1973        |
| 28e | Hori Hidehiko (堀秀彦)           | août 1973 – juillet 1974        |
| 29e | Isomura Eiichi (磯村英一)        | mai 1975 – septembre 1976       |
| 30e | Isomura Eiichi (磯村英一)        | septembre 1976 – septembre 1979 |
| 31e | Isomura Eiichi (磯村英一)        | septembre 1979 – septembre 1982 |
| 32e | Nishi Tadao (西忠雄)             | septembre 1982 – septembre 1985 |
| 33e | Kansaku Kōichi (神作光一)        | septembre 1985 – septembre 1988 |
| 34e | Kansaku Kōichi (神作光一)        | septembre 1988 – septembre 1991 |
| 35e | Suganuma Akira (菅沼晃)          | septembre 1991 – septembre 1994 |
| 36e | Sugano Takuo (菅野卓雄)          | septembre 1994 – septembre 1997 |
| 37e | Sugano Takuo (菅野卓雄)          | septembre 1997 – septembre 2000 |
| 38e | Kanda Michiko (神田道子)         | septembre 2000 – septembre 2003 |
| 39e | Matsuo Tomonori (松尾友矩)       | septembre 2003 – septembre 2006 |
| 40e | Matsuo Tomonori (松尾友矩)       | septembre 2006 – septembre 2009 |
| 41e | Takemura Makio (竹村牧男)        | septembre 2009 – septembre 2012 |
| 42e | Takemura Makio (竹村牧男)        | Depuis septembre 2012           |

## Description
L'université de Tōyō est une université privée présidée actuellement par Makio Takemura.
Elle a pour devise « la base de toute érudition se situe dans la  philosophie », cette dernière a pour allégorie un personnage de dessin animé de la série de Moomins qui en est devenu la mascotte.
Actuellement cette université comporte 30 000 étudiants dans ses diverses branches.

## Implantations

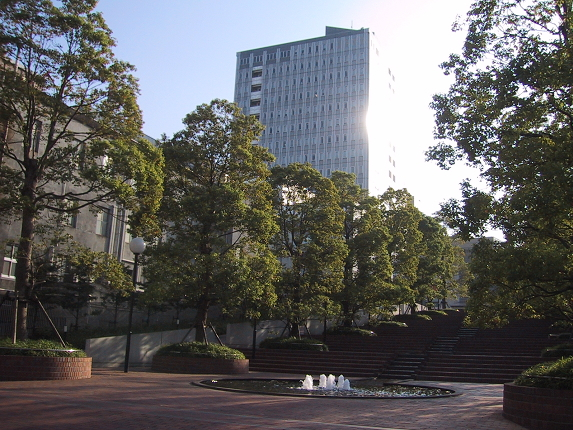
Campus Hakusan de l'université de Tōyō
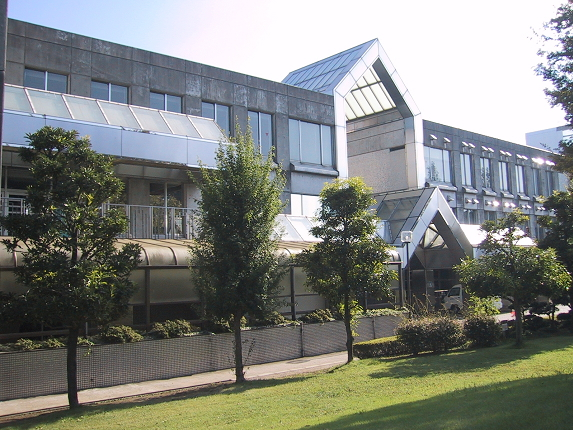
École de management sur le campus d'Asaka
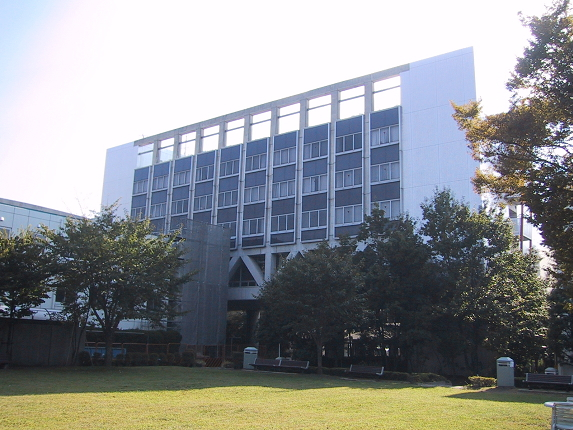
Centre de recherche du campus d'Asaka

### Campus de Hakusan
Le campus de Hakusan (白山キャンパス) est situé dans le quartier de Hakusan dans l'arrondissement de Bunkyō, est bordé à l'est par l'avenue Hakusan et l'entrée principale est proche de la station de métro Hakusan. Il accueille les facultés de littérature, d'économie, de business et management, de droit, de sciences sociales, ainsi que celle des études régionales.

### Campus d'Asaka
Le campus d'Asaka (朝霞キャンパス) est situé dans le quartier d'Oka à Asaka, dans la préfecture de Saitama, et est proche des gares d'Asaka-dai et Kita-Asaka.

### Campus de Kawagoe
Le campus de Kawagoe (川越キャンパス) est situé dans le quartier de Kujirai à Kawagoe, dans la préfecture de Saitama, et est proche de la gare de Tsurugashima.

### Campus d'Itakura
Le campus d'Itakura (板倉キャンパス) est situé dans le quartier d'Izumino à Itakura, dans le district d'Ōra de la préfecture de Gunma, et est proche de la gare Itakura Tōyōdai-mae.

### Campus d'Ōtemachi
Le campus d'Ōtemachi (大手町キャンパス) est situé dans le quartier d'Ōtemachi dans l'arrondissement de Chiyoda, et est proche de la station de métro Ōtemachi et de la gare de Tōkyō.

### Centre sportif
Le centre sportif global (総合スポーツセンター) est situé dans le quartier Shimizu dans l'arrondissement d'Itabashi.